# Hans Leitherer

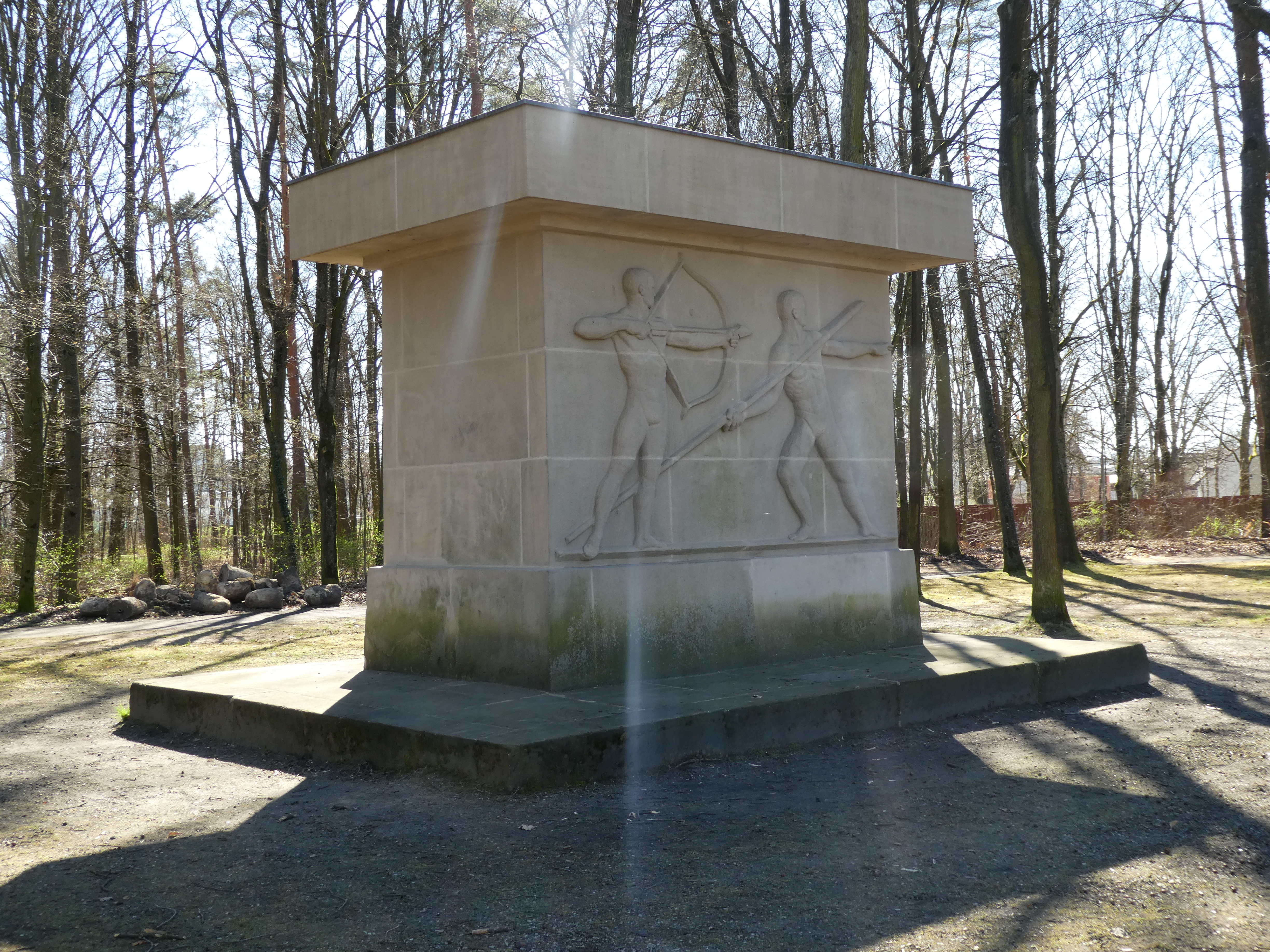
Turnerdenkmal im Volkspark Bamberg

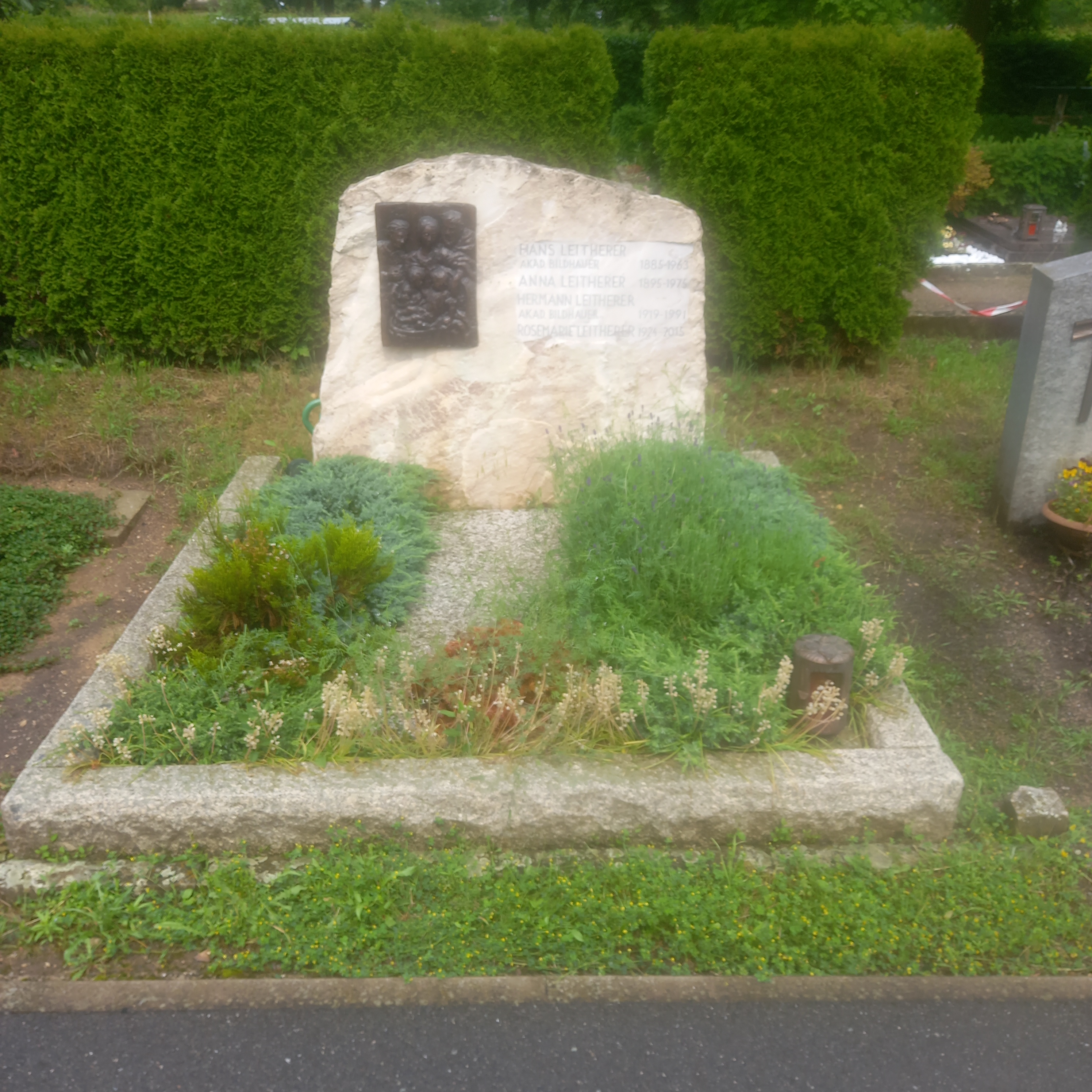
Das Grab von Hans Leitherer und seiner Ehefrau Anna auf dem Hauptfriedhof in Bamberg

Hans Leitherer (* 13. Dezember 1885 in Frankenthal (Pfalz); † 15. November 1963 in Bamberg) war ein deutscher Bildhauer.

## Leben
Hans Leitherer war Schüler von Balthasar Schmitt an der Königlichen Kunstakademie in München. Nach seiner Ausbildung ließ er sich in Bamberg nieder. Dort und im Umland der Stadt schuf er zahlreiche Plastiken und war Verfasser eines Führers durch die Kunstwelt von Bamberg.

## Werke
- 1921: Gedenktafel im ehemaligen Lyzeum der Universität Bamberg.[1]
- 1922: Kriegerdenkmal in Gaustadt, Gemeindeteil der Stadt Bamberg (mit A. Seidlein).
- 1924: Kriegerdenkmal in Hohenpölz, Gemeindeteil des Marktes Heiligenstadt in Oberfranken
- Zu seinen Entwürfen gehört das Turner-Denkmal im Bamberger Volkspark, das gemeinsam mit dem Park anlässlich des Bayerischen Landesturnfestes 1926 errichtet wurde.
- 1927: Kopie der Steinfigur Johann Nepomuk (Am Kanal, Obere Brücke der Regnitz; Denkmalliste)
- 1930: Nepomukfigur auf der Wiesentbrücke in Ebermannstadt (Denkmalliste)
- 1933: Zapfbrunnen mit kleiner Figur eines Marktweibes am Grünen Markt (Denkmalliste)
- Rekonstruktion der sogenannten Metzgermarter (von 1565) in der Gemeinde Bischberg.[2]

## Familie
Sein Sohn Hermann (1919–1991) war ebenfalls Bildhauer. Seine Tochter Irmgard Hillar-Leitherer (später nur noch Hillar) (1925–2018) war promovierte Kunsthistorikerin und von 1971 bis 2009 Kreisheimatpflegerin im Landkreis Aichach-Friedberg. Sein Enkel ist der in Breitengüßbach ansässige Bildhauer Thomas Leitherer.